# ティム・カズリンスキー
ティム・カズリンスキー（Tim Kazurinsky, 1950年3月3日 - ）は、アメリカ合衆国の俳優、コメディアン、脚本家である。

## 来歴
1950年、ペンシルバニア州ジョンズタウンに生まれる。幼い頃にオーストラリアへ移住し、16歳までそこで過ごした。オーストラリアにいる頃から演劇に興味を抱き、11歳の時に演劇学校へ入学するが、いじめにより6カ月で退学した。
アメリカへ帰国後、ミズーリ州のセントルイスにあるデパートでコピーライターとして働き始め、しばらくしてシカゴへ移住。そこで即興コメディ劇団のセカンド・シティへ参加したことから人気に火が付き、『サタデー・ナイト・ライブ』への出演のチャンスをつかんだ。同番組へ出演している間は、役者としてのみならず脚本家としてもクレジットされている。同番組に出演した際にはものまねを得意としたほか、独特のキャラクターでエディ・マーフィなどと共演して人気を博した。映画への出演でも知られており、日本ではコメディシリーズの『ポリス・アカデミー』におけるスウィートチャック役で知られている。同作品ではボブキャット・ゴールドスウェイト演じるゼッドから毎回苦難を強いられるひ弱な役柄でパート2～4まで出演した。ちなみにその共演がきっかけで、ゴールドスウェイトとはその他に『マネーゲームで大逆転/ しゃべった! 走った! もうかった!』と『殺人ピエロ狂騒曲』においても共演している。それ以外では、クリストファー・リーヴの『ある日どこかで』や『ネイバーズ』などへも出演。個性派俳優として人気を博した。

### 私生活
現在は結婚しており、シカゴに在住。一人息子と娘がいる。

## 出演作品

### 映画
- Avery Schreiber Live from the Second City (1980) ※テレビ映画
- マイ・ボディガード My Bodyguard (1980)
- ある日どこかで Somewhere in Time (1980)
- Oh!ベルーシ絶体絶命 Continental Divide (1981)
- ネイバーズ Neighbors (1981)
- 未来テレビ Billions for Boris (1984)
- This Wife for Hire (1985)
- ポリスアカデミー2 全員出動! Police Academy 2: Their First Assignment (1985)
- Tab Lloyd: Investigative Reporter (1985)
- ポリスアカデミー3 全員再訓練! Police Academy 3: Back in Training (1986)
- きのうの夜は… About Last Night... (1986)
- ポリスアカデミー4 市民パトロール Police Academy 4: Citizens on Patrol (1987)
- マネーゲームで大逆転/ しゃべった! 走った! もうかった! Hot to Trot (1988)
- Dinner at Eight (1989) ※テレビ映画
- Wedding Band (1990)
- 殺人ピエロ狂騒曲 Shakes the Clown (1991)
- パルプ・フィクション1/2 Plump Fiction (1997)
- ホワイトトラッシュ/ その日暮らし Poor White Trash (2000)
- Betaville (2001)
- My Beautiful Son (2001)
- ロール・バウンス Roll Bounce (2005)
- 8 of Diamonds (2006)
- I Want Someone to Eat Cheese With (2006)
- スタッシュ Stash (2007)
- タピオカ Tapioca (2009)
- The Mole Man of Belmont Avenue (2010)
- クリス・ヘムズワース CA$H Ca$h (2010) ※ノークレジット
- The Return of Joe Rich (2011)
- Scrooge & Marley (2012)
- Close Quarters (2012)

### テレビドラマ
- Big City Comedy (1980)
- フェアリーテール・シアター/ 『エンドウ豆の上のお姫様』 Faerie Tale Theatre (1984)
- Married with Children (1991)
- The Two Dinos (1992)
- バッドアウトロー The Cherokee Kid (1996)
- Early Edition (1998)
- What About Joan (2000)
- ラリーのミッドライフ★クライシス Curb Your Enthusiasm (2002)
- According to Jim (2004)
- Chicago Justice (2017)

### テレビ番組
- サタデー・ナイト・ライブ Saturday Night Live (1981 - 1984)

### 短編
- The Silencer (1999)
- Handicapped Hunters (2001)